# Vattenlevande däggdjur
Vattenlevande däggdjur är däggdjur som lever hela sitt liv i hav, floder eller sjöar, eller däggdjur som är starkt knutna till vatten och i stor utsträckning anpassade för ett vattenlevande liv (exempelvis valar i haven som är helt vattenlevande, och bävrar eller uttrar som är däggdjur påtagligt anpassade för ett liv nära och i vatten). 
Samtliga dessa djur andas med lungor precis som landlevande däggdjur, och måste regelbundet komma upp till ytan för att hämta luft. Många som tillbringar hela livet i vatten har dock en väl utvecklad förmåga att lagra och hushålla med syret, så de kan stanna under ytan i timmar. 

## Exempel
- Säldjur
- Valar
  - Delfiner
  - Späckhuggare
  - Blåval
- Sirendjur